# William Percy Sharpe
William Percy Sharpe (Anderson, 1871 - Madison, 13 november 1942) was een Amerikaans Democratisch politicus. Hij was van 1922 tot 1924 burgemeester van Nashville (Tennessee).

## Biografie
William Percy Sharpe werd in 1871 geboren in Anderson, South Carolina.
In 1922 werd hij gekozen door de gemeenteraad ter vervanging van burgemeester Felix Zollicoffer Wilson, die was afgezet. Hij diende tot 1924.
Sharpe was getrouwd met Julia Margaret Nichol. Ze kregen een zoon, William Percy Sharpe Jr., en een dochter. Hij stierf op 13 november 1942 in Madison, Tennessee en werd begraven op de Mount Olivet begraafplaats in Nashville.